# 세르히 바르후안
세르히 바르후안 이 에스클루사(카탈루냐어: Sergi Barjuán i Esclusa)는 은퇴한 스페인의 축구 선수이다. 주 포지션은 왼쪽 수비수였다.
1992년 FC 바르셀로나의 리저브 팀인 FC 바르셀로나 B에 입단했으며, 1993년 FC 바르셀로나에서 데뷔하였다. 2002년까지 FC 바르셀로나에서 3번의 리그 우승, 2번의 코파 델 레이 우승과 2번의 수페르코파 데 에스파냐 우승을 경험한 그는, 2002년 아틀레티코 마드리드로 이적하였고, 3시즌 동안 뛴 후 은퇴하였다.
그는 스페인 축구 국가대표팀의 일원으로서 활약하기도 했는데, 56경기에 나와 1골을 넣었다.